# Friedrich Straetmanns

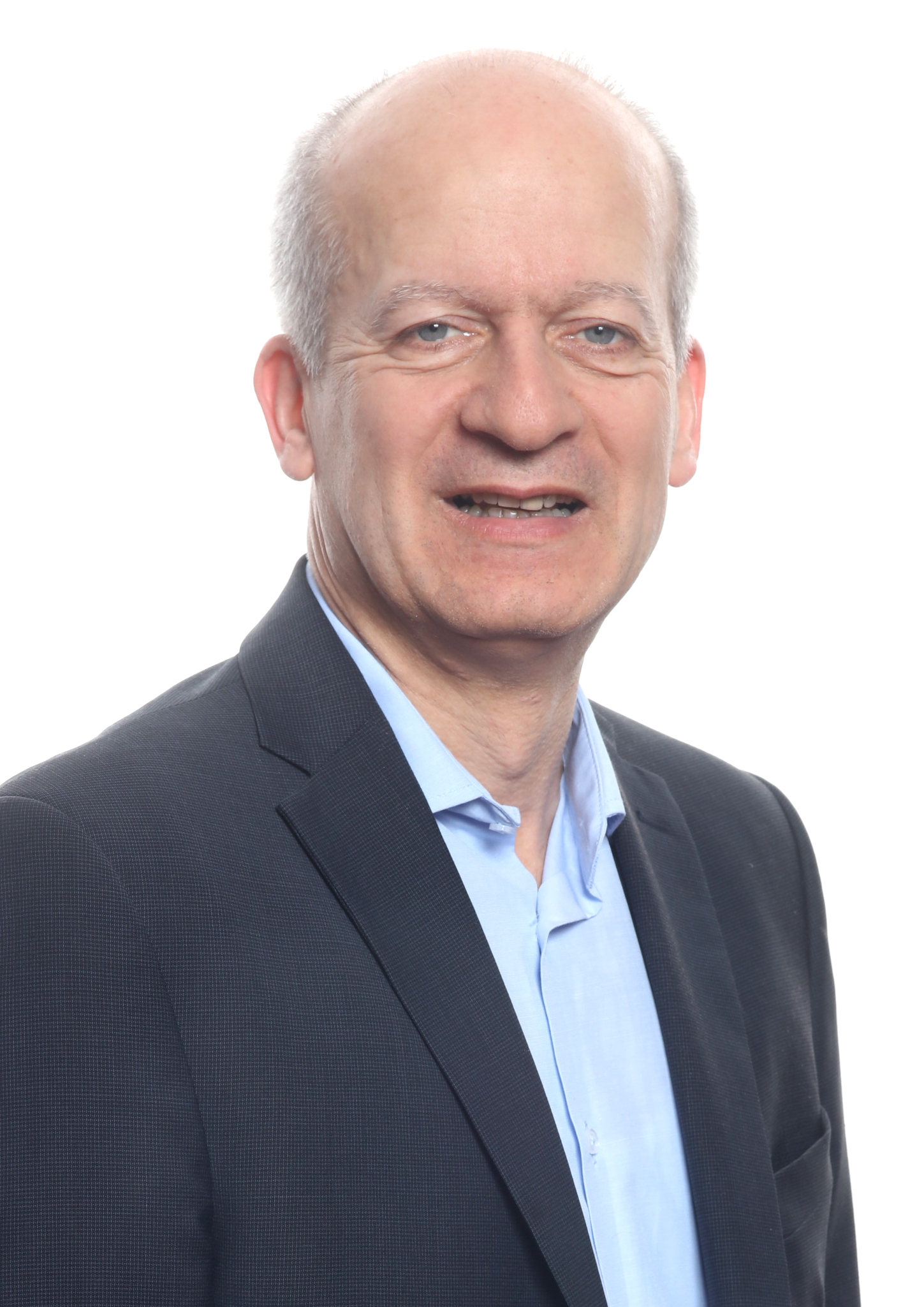
Friedrich Straetmanns (2017)

Friedrich Straetmanns (* 5. August 1961 in Bielefeld) ist ein deutscher Politiker (BSW, bis August 2024 Die Linke) und als politischer Beamter von 2021 bis 2025 Staatssekretär im Ministerium für Justiz, Gleichstellung und Verbraucherschutz des Landes Mecklenburg-Vorpommern. Er war von 2017 bis 2021 Mitglied des Deutschen Bundestages. Seit 2024 ist er Co-Vorsitzender des BSW Mecklenburg-Vorpommern.

## Beruflicher Werdegang
Nach dem Wehrdienst studierte Friedrich Straetmanns in den Jahren 1982 bis 1989 Rechts- und Staatswissenschaften mit Referendariat. Beruflich war er danach kurz als Rechtsanwalt tätig, anschließend bis 1992 beim Diakonischen Werk. Danach wurde er Richter am Sozialgericht Detmold. Er amtierte daneben als Vorsitzender des gemeinsamen kirchlichen Verwaltungsgerichts der Evangelisch-reformierten Kirche und der Lippischen Landeskirche.
Im 19. Deutschen Bundestag war Straetmanns Justiziar und rechtspolitischer Sprecher der Fraktion Die Linke, ordentliches Mitglied im Ausschuss für Recht und Verbraucherschutz sowie im Wahlprüfungsausschuss. Zudem gehörte er als stellvertretendes Mitglied dem Ausschuss für Wahlprüfung, Immunität und Geschäftsordnung, dem Petitionsausschuss und dem Wahlausschuss für die Richter des Bundesgerichtshofs an.
Bei den Wahlen zum 20. Bundestag 2021 verpasste er auf der Liste der Linken den Wiedereinzug in das Parlament.
Am 15. November 2021 wurde Straetmanns zum Staatssekretär im Ministerium für Justiz, Gleichstellung und Verbraucherschutz des Landes Mecklenburg-Vorpommern ernannt. Im April 2022, kurz nach dem Beginn des russischen Überfalls auf die Ukraine, attackierte Straetmanns auf Twitter den ukrainischen Botschafter in Deutschland, Andrij Melnyk verbal. Daraufhin wurde sein Rücktritt gefordert; Straetmanns löschte zwei Tage später den Tweet und bat um Entschuldigung; der Tweet sei „in der Wortwahl falsch und unangemessen“ gewesen. Im Juli 2024 erklärte Straetmanns gegenüber der Landesjustizministerin Jacqueline Bernhardt (Die Linke), sein Amt aus persönlichen Gründen zum 1. Oktober 2024 niederlegen zu wollen. Er blieb allerdings weiterhin im Amt, nahm aber auf Weisung der Ministerin bis Ende November 2024 nur eingeschränkte Aufgaben wahr. Am 22. Juli 2025 wurde er in  den einstweiligen Ruhestand versetzt. Ihm folgte Babette Bohlen nach.

## Partei
Straetmanns war 20 Jahre lang SPD-Mitglied.
Ab dem Jahr 2005 gehörte er der Partei WASG an.
Durch die Verschmelzung der Parteien WASG und PDS gehörte er ab 2007 der Partei Die Linke an. Bei der Bundestagswahl 2017 trat er im Wahlkreis Bielefeld-Gütersloh II für Die Linke an und zog auf Platz 10 der Landesliste seiner Partei in den 19. Deutschen Bundestag ein.
Im August 2024 wechselte Straetmanns zum Bündnis Sahra Wagenknecht (BSW), wobei er unter anderem „unrealistische Migrationsforderungen“, „Kritikunfähigkeit“ und „Nischenpolitik“ der Parteiführung als Gründe nannte; Die Linke habe „politische Kernthemen wie das Thema ‚Frieden‘ aufgegeben“. Er wurde am 7. Dezember 2024 zum Co-Vorsitzenden des BSW Mecklenburg-Vorpommern gewählt.
Das BSW Mecklenburg-Vorpommern wählte Straetmanns zum Spitzenkandidaten für die Bundestagswahl 2025. Er verfehlte den Einzug in das Parlament.

## Sonstige Mitgliedschaften
Seit 2021 ist Straetmanns Mitglied der 13. Synode der EKD. In diese wurde er durch den Rat der EKD berufen. Zudem ist er Mitglied im Ehrenrat des DSC Arminia Bielefeld.